# Palau Spring League 2012
La Palau Soccer League 2012 fue el octavo torneo de la Liga de fútbol de Palaos organizado por la Asociación de Fútbol de Palaos. 
El torneo se volvía a disputar luego de que la edición de 2011 no se disputara por razones desconocidas.

## Equipos participantes
| - Belau Kanu Club - BIIB Strykers - Kramers FC | - Mason's Taj - Team Bangladesh |

## Fase Regular
| Sab                    | 18:00 | Kramers FC  | 3 - 4 | BIIB Strykers   |  |
| Sab                    | 19:00 | Mason's Taj | 7 - 0 | Belau Kanu Club |  |
| Libre: Team Bangladesh |       |             |       |                 |  |

| Sab               | 18:00 | Team Bangladesh | 5 - 2 | Belau Kanu Club |  |
| Sab               | 19:00 | BIIB Strykers   | 1 - 3 | Mason's Taj     |  |
| Libre: Kramers FC |       |                 |       |                 |  |

| Sab                | 18:00 | Kramers FC    | 4 - 5 | Team Bangladesh |  |
| Sab                | 19:00 | BIIB Strykers | 3 - 1 | Belau Kanu Club |  |
| Libre: Mason's Taj |       |               |       |                 |  |

| Sab                    | 18:00 | Team Bangladesh | 7 - 2 | BIIB Strykers |  |
| Sab                    | 19:00 | Kramers FC      | 3 - 0 | Mason's Taj   |  |
| Libre: Belau Kanu Club |       |                 |       |               |  |